# تريبزيس
تريبزيز (بالألمانية: Tribsees) هي بلدة ألمانية تقع في ألمانيا في مكلنبورغ فوربومرن. يقدر عدد سكانها بـ 2,878 نسمة .

## معرض صور

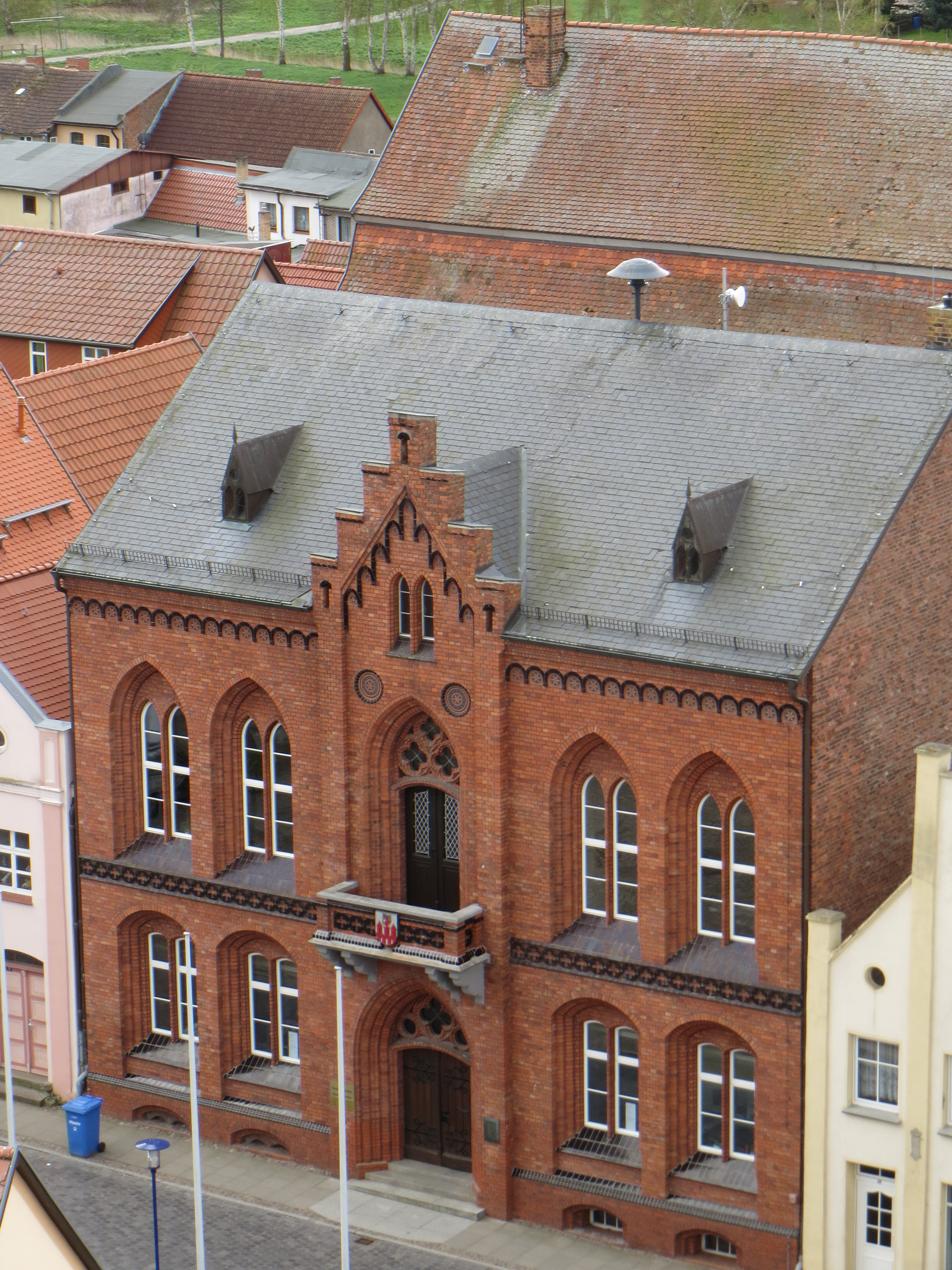
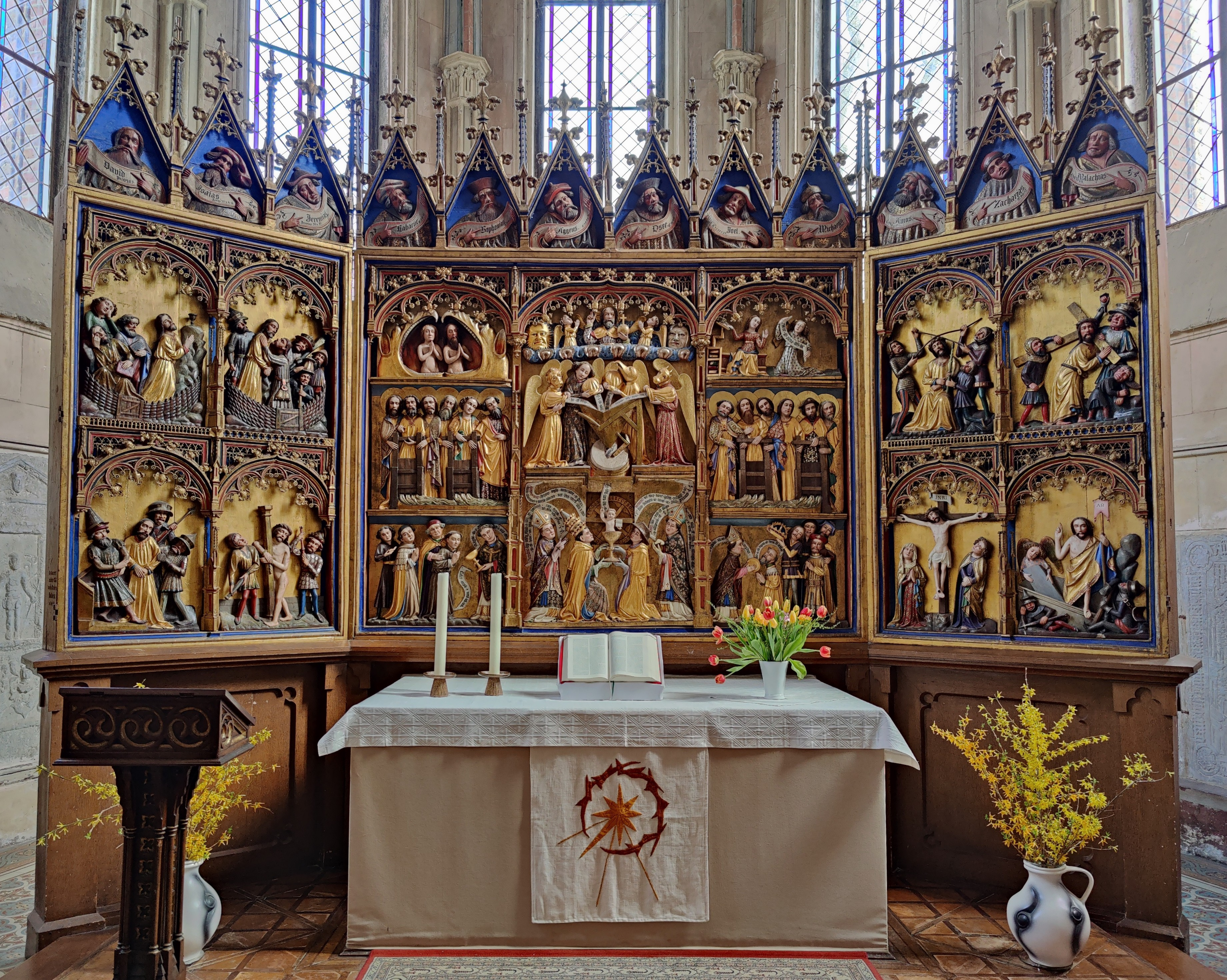
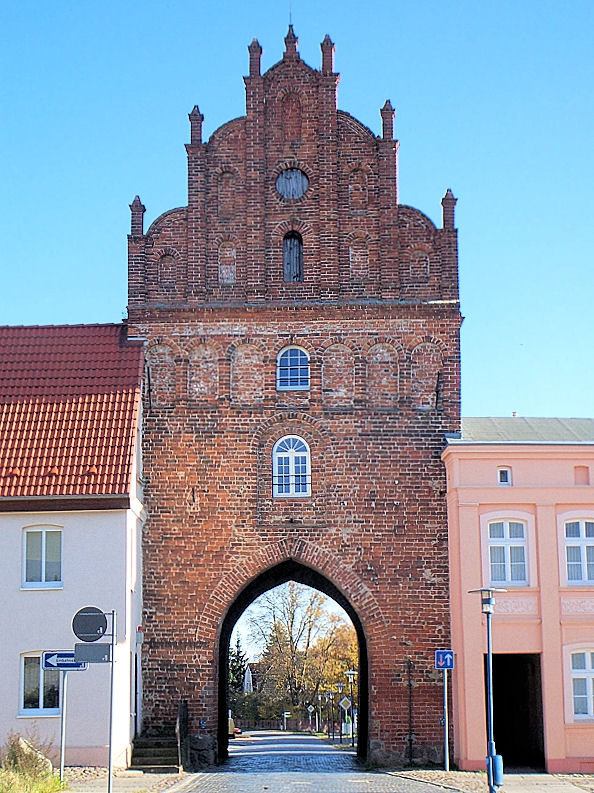
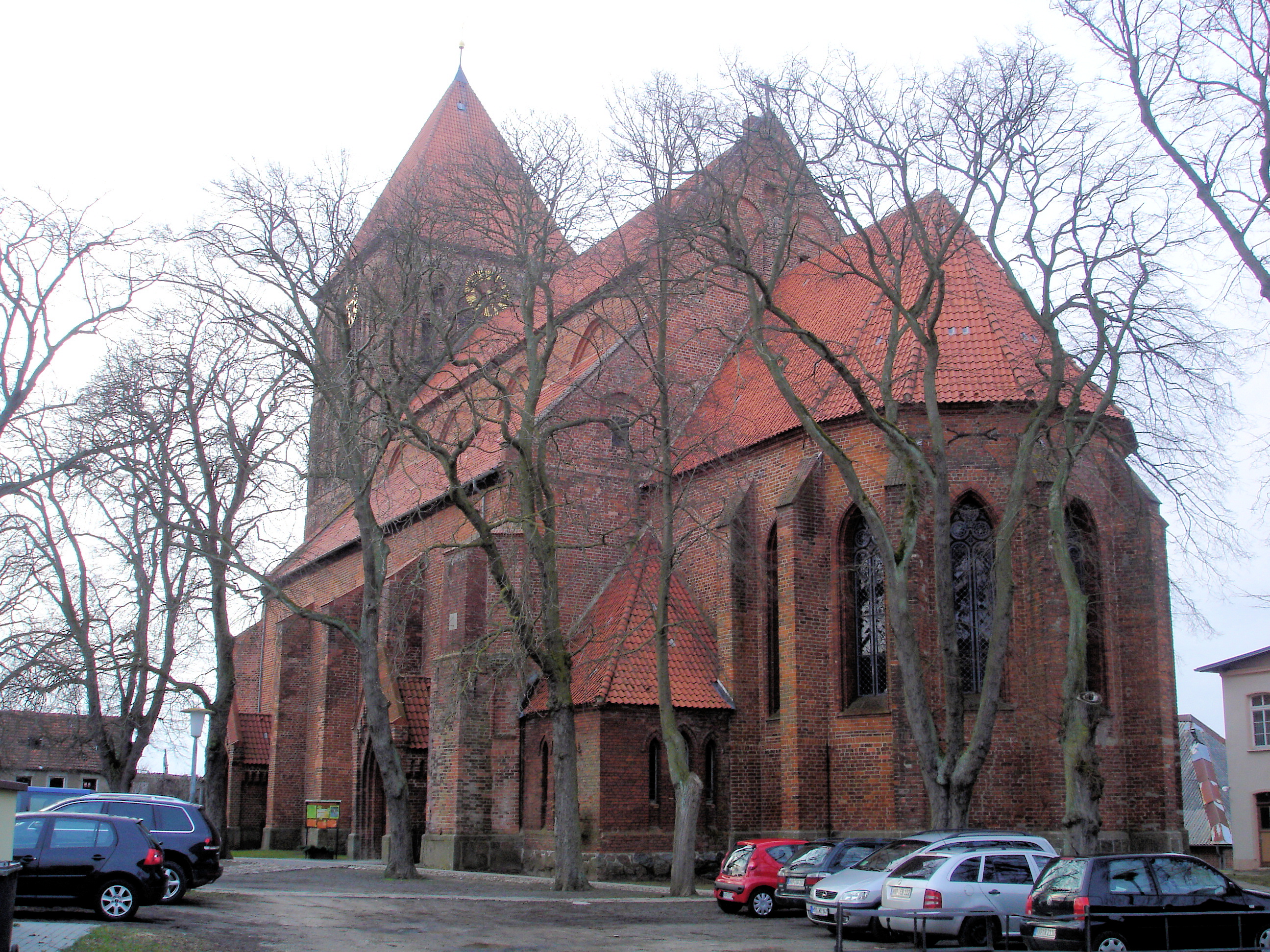
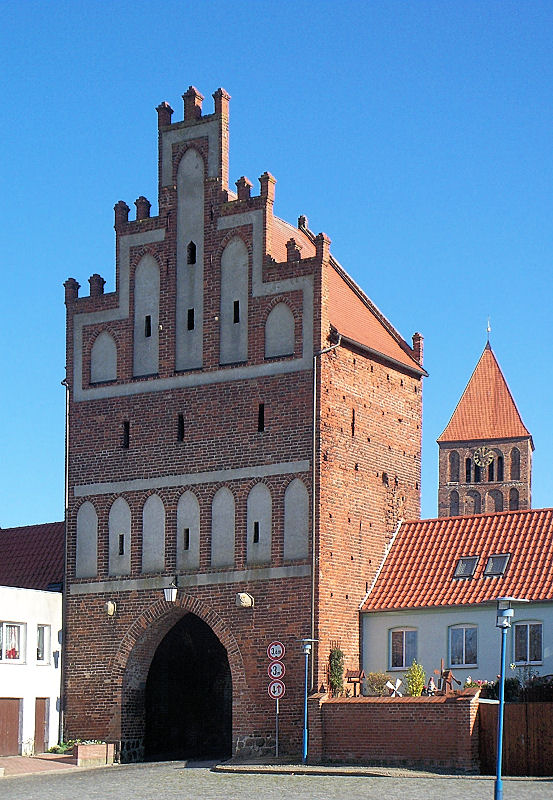